# Bebeladán
Bebeladán
es un barrio rural   del municipio filipino de primera categoría de El Nido perteneciente a la provincia  de Paragua en Mimaro,  Región IV-B.
En 2007 Bebeladán contaba con 1.948 residentes.

## Geografía
El municipio de El Nido se encuentra 238 kilómetros al noreste de Puerto Princesa,  capital provincial. 
Su término ocupa el extremo meridional de isla Paragua. Linda al norte con la  isla de Linapacán y otras  del grupo de las islas Calamianes; al sur con el municipio vecino de Taytay; al este con el Mar de Joló frente a las islas que forman el municipio de Agutaya; y al oeste con el  mar de la China Meridional, conocido localmente como el Mar del Oeste de Filipinas.
Situado en el extremo suroccidental del municipio comprende la península y  las islas de Tapiután, de  Matinloc, de Inambuyod, de Guntao del Norte y Guntao del Sur; de Miniloc, de Dibuluán y de Pangulasián,  así como los islotes de Tagbao, de Binanlaogoán (Paglugaban), de Entalula (Inabalamalaki),  de  Guintungauán, de Snake, de Komokomotuang y de Saddle.
La península linda al sur con los barrios de Liminangcong, separado por el río y Bahía de Malamuno y de Catabán, ambos del municipio de Taytay; linda al este con los de Aberaguán (Aberawan) y de Bagong-Bayán.

## Demografía

### Población
El barrio  de Bebeladán contaba  en mayo de 2010 con una población de 2.224 habitantes.

### Medio de vida
Al ser una zona costera, los principales medios de vida son la pesca, la agricultura y el turismo.

## Historia
Bacuit formaba parte de la provincia española de  Calamianes, una de las de las 35 provincias de la división política del archipiélago Filipino, en la parte llamada de Visayas. Pertenecía a la audiencia territorial  y Capitanía General de Filipinas, y en lo espiritual a la diócesis de Cebú.
Este barrio de Bebeladán fue creado el 21 de junio de 1957, comprendiendo los sitios de Mainlong, Bolabod, Balete, Culiong, Codongnon, Vigan, Pagawanen, Langeblangeban, Talulap, Bocboc, Miadiao, Avirawan, Pita, Deboluan, Balay-Bacaco, Kiminawit, Pamontonan, Simpian, Binabanan, Tegas y Pinacpanacan.